# Venev Point
Der Venev Point (englisch; bulgarisch Венев нос Wenew nos) ist eine felsige Landspitze an der Nordküste von Low Island im Archipel der Südlichen Shetlandinseln. Sie bildet 6,82 km ostsüdöstlich des Kap Wallace und 4,15 km nordwestlich des Kap Denax die östliche Begrenzung der Einfahrt zur Berraz Bay.
Britische Wissenschaftler kartierten sie 2009. Die bulgarische Kommission für Antarktische Geographische Namen benannte sie 2018 nach dem bulgarischen Künstler Stojan Wenew (1904–1989).